# Phong trào vì bầu trời tối
Phong trào vì bầu trời tối là một chiến dịch nhằm giảm ô nhiễm ánh sáng. Ưu điểm của việc giảm ô nhiễm ánh sáng bao gồm tăng số lượng các ngôi sao có thể nhìn thấy vào ban đêm, giảm tác động của ánh sáng điện lên môi trường, cải thiện khả năng hạnh phúc, sức khỏe  và sự an toàn  cho cả con người và động vật hoang dã, và cắt giảm việc sử dụng năng lượng. Giờ Trái Đất và Tuần lễ Bầu trời tối quốc gia là hai ví dụ cho những nỗ lực đó.
Phong trào này bắt đầu bằng việc các nhà thiên văn học nghiệp dư và chuyên nghiệp báo động rằng ánh sáng bầu trời về đêm từ các khu vực đô thị đang che khuất tầm nhìn của các ngôi sao. Ví dụ, Đài quan sát Palomar ở California nổi tiếng thế giới đang bị đe dọa bởi ánh sáng bầu trời từ thành phố Escondido gần đó và các doanh nghiệp địa phương. Vì những lý do tương tự, các nhà thiên văn học ở Arizona đã giúp thúc đẩy cơ quan điều hành ở đó phủ quyết một dự luật vào năm 2012 mà lẽ ra sẽ dỡ bỏ lệnh cấm đối với các biển quảng cáo được chiếu sáng.
Động vật ăn đêm có thể bị tổn hại bởi ô nhiễm ánh sáng vì chúng được tiến hóa sinh học để phụ thuộc vào môi trường với một số giờ nhất định ban ngày và ban đêm mà không bị gián đoạn. Sự chiếu sáng quá mức của bầu trời vào ban đêm đang ảnh hưởng đến các sinh vật này (đặc biệt là các loài chim). Các nghiên cứu sinh học về ban đêm được gọi là scotobiology. Ô nhiễm ánh sáng cũng được phát hiện có ảnh hưởng đến nhịp sinh học của con người.
Phong trào bầu trời tối khuyến khích việc sử dụng các thiết bị cố định chiếu sáng hoàn toàn sẽ chiếu ít hoặc không có ánh sáng lên ở các khu vực công cộng và nói chung là để khuyến khích các cộng đồng áp dụng các quy định về chiếu sáng. Một dự án năm 2011 đã thiết lập "ốc đảo bầu trời tối" ở các khu vực ngoại ô.

## Ánh sáng của bầu trời tối
Ánh sáng của bầu trời tối là một khái niệm rất quan trọng đối với sự chuyển động của bầu trời tối, vì nó giảm thiểu đáng kể ô nhiễm ánh sáng. Khái niệm này được bắt đầu vào những năm 1950 bởi thành phố Flagstaff, Arizona. Flagstaff là một thành phố có hơn 70.000 người, nhưng vì ánh sáng của họ, bầu trời của họ đủ tối để có thể nhìn thấy Dải Ngân hà. Đèn nên được che chắn ở phía trên và hai bên để ánh sáng không hướng lên trời và chỉ được sử dụng khi cần thiết (sử dụng máy phát hiện chuyển động và chỉ sử dụng điện năng khi cần thiết). Hiệp hội Bầu trời tối quốc tế đã chứng nhận các thiết bị thân thiện với bầu trời tối và chúng sẽ có Con dấu Phê duyệt Thiết bị IDA. Có các ý kiến khác nhau về màu sắc của ánh sáng, nhưng hầu hết họ đồng ý về mô tả của " độ ấm", giống như màu vàng hoặc cam / hổ phách hơn là màu trắng.

## Quầng sáng

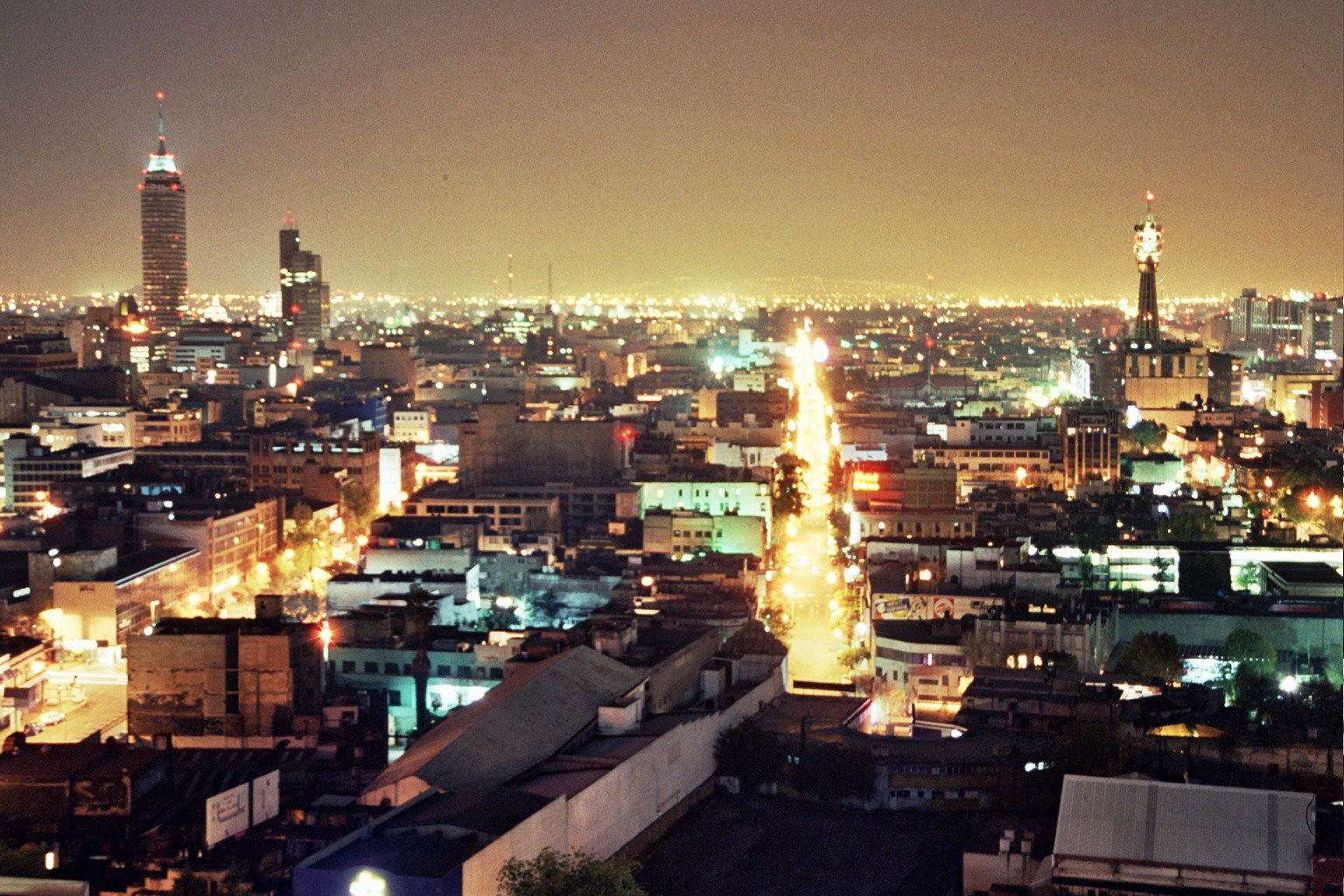
Thành phố Mexico về đêm, sự chiếu ánh sáng rực rỡ trên bầu trời đủ sáng để đọc sách ngoài trời

Quầng sáng là sự chiếu sáng của bầu trời đêm hoặc các phần của nó, giống như " sương khói " màu cam. Nó xảy ra do cả tự nhiên và do con người tạo ra. Quầng sáng nhân tạo được gây ra bởi sự chiếu sáng quá mức tới bầu trời từ các trung tâm thành phố lớn, trung tâm mua sắm hoặc sân vận động. Nó bao gồm ánh sáng phát ra trực tiếp lên trên hoặc phản xạ từ mặt đất, sau đó bị phân tán bởi các phân tử bụi và khí trong khí quyển, tạo ra nền phát sáng hoặc mái vòm ánh sáng. Những quầng sáng nhân tạo này làm cho bầu trời ở khu vực thành thị sáng gấp 5–10 lần so với bầu trời tối tự nhiên không bị ảnh hưởng bởi ánh sáng nhân tạo. Quầng sáng tự nhiên có thể đến từ các nguồn ánh sáng tự nhiên, như Mặt trời, Mặt trăng, các vì sao hoặc cực quang.
Một số cộng đồng đang nhận thức được vấn đề này và đang nỗ lực để giảm thiểu ánh sáng quầng sáng mờ ảo, màu cam. Một cộng đồng tiêu biểu là thành phố Merritt, British Columbia. Một bài báo được xuất bản ngày 8 tháng 7 năm 2010 nói rằng họ đang thực hiện những thay đổi nhỏ đối với hệ thống chiếu sáng trong và xung quanh Merritt, chẳng hạn như lắp đặt hệ thống đèn chiếu sáng xuống cho các tòa nhà thương mại, như một phần của chương trình giảm thiểu ô nhiễm ánh sáng của họ. Những lợi ích của sự thay đổi thiết bị này bao gồm "tiết kiệm năng lượng thông qua đèn chiếu sáng tập trung hơn, bảo vệ môi trường bằng cách giảm lượng ánh sáng dư thừa có thể ảnh hưởng đến động thực vật, giảm tội phạm và tăng cường an toàn bằng cách chiếu sáng đầy đủ hơn ở các khu vực và giảm các nguy cơ sức khỏe."

## Nghiên cứu bóng tối - Scotobiology
Scotobiology là nghiên cứu về vai trò của bóng tối đối với các sinh vật sống và chỉ ra rằng sự gián đoạn của bóng tối do ô nhiễm ánh sáng tạo ra những tác động mạnh mẽ đối với hầu hết các sinh vật; thay đổi thói quen thu thập và kiếm thức ăn, hành vi giao phối và sinh sản, hoạt động di cư (chim và côn trùng) và hành vi xã hội của chúng. Khoảng 30% động vật có xương sống và 60% động vật không xương sống là động vật sống về đêm, nghĩa là chúng sống phụ thuộc vào bóng tối. Các hành vi hàng ngày của chúng được tiến hóa về mặt sinh học để thích nghi trong nền bóng tối không bị gián đoạn.
Sức khỏe con người cũng bị ảnh hưởng xấu do tác động của ô nhiễm ánh sáng. Ánh sáng vào ban đêm có liên quan đến các bệnh ung thư và rối loạn tâm lý ở người.

## Bảo tồn bầu trời tối
Các khu bảo tồn bầu trời tối là những yếu tố chính góp phần cho phong trào của bầu trời tối. Chúng là những khu bảo tồn được tìm thấy hầu hết trong các công viên quốc gia có chính sách không ô nhiễm ánh sáng do chính phủ đặt ra và do Hiệp hội Bầu trời tối Quốc gia kiểm soát.
Tính đến ngày 6 tháng 2 năm 2012, đã có 35 khu bảo tồn bầu trời tối chính thức được công nhận trên thế giới, trong đó Canada đứng đầu là 15 khu bảo tồn. Các khu bảo tồn này nằm ở Nova Scotia, New Brunswick, Quebec, Ontario, Saskatchewan, Alberta và British Columbia. Các quốc gia khác có khu bảo tồn bầu trời tối là Cộng hòa Séc, Hungary, Ba Lan, Slovakia, Tây Ban Nha, Vương quốc Anh và Hoa Kỳ. Danh sách các công viên được chỉ định hiện tại được duy trì bởi Nhóm Cố vấn Bầu trời Tối  của Liên minh Bảo tồn Thiên nhiên Quốc tế (IUCN).
Các công viên được đưa ra bởi chương trình Dark Sky Places với mục đích nhắc nhở chúng ta rằng bầu trời đêm đóng vai trò quan trọng không kém gì bầu trời ban ngày đối với văn hóa và lịch sử của chúng ta.

## Hiệp hội bầu trời tối quốc tế
Hiệp hội Bầu trời tối Quốc tế (IDA) được bắt đầu vào năm 1988. Một tổ chức phi lợi nhuận quản lý chương trình Con dấu Phê duyệt Thiết bị, nó là chương trình cung cấp hệ thống đánh giá của bên thứ ba về đánh giá "độ thân thiện với bầu trời" của các thiết bị chiếu sáng. Năm 2009, IDA đã mở văn phòng chính sách công và các vấn đề chính phủ tại Washington, DC để thông báo cho các nhà luật pháp và vận động hành lang về hiệu quả năng lượng của chiếu sáng ngoài trời và thúc đẩy việc áp dụng các biện pháp tiết kiệm năng lượng. IDA đã thực hiện một số hướng dẫn đơn giản để chiếu sáng ngoài trời có trách nhiệm hơn đi cùng với một số cân nhắc thực tế.
- Để bảo đảm sự an toàn, người ta chỉ cần lượng ánh sáng thích hợp, đúng nơi, đúng lúc. Nhiều ánh sáng hơn thường chỉ có nghĩa là ánh sáng và năng lượng bị lãng phí.
- Sử dụng công suất đèn thấp nhất có thể dùng được. Công suất tối đa cho hầu hết các ứng dụng thương mại phải là 250 watt đối với chiếu sáng phóng điện cường độ cao, nhưng ít hơn thường vẫn là đủ.
- Kết hợp lệnh giới nghiêm (nghĩa là tự động tắt đèn sau một giờ nhất định khi doanh nghiệp đóng cửa hoặc giao thông ở mức tối thiểu).[19]

## Danh sách các nhóm
- ANPCEN (Pháp)
- Astronomitaly (Ý)
- Campaign for Dark Skies (Vương quốc Anh)
- Canadian Geographic (Canada)
- Canadian Scotobiology Group (Canada)
- CieloBuio (Ý)
- International Dark-Sky Association
- National Dark-Sky Week (Hoa Kỳ)
- Niue
- Royal Astronomical Society of Canada (Canada)